# シカゴ実業
シカゴ実業（シカゴじつぎょう）は、吉本興業に所属する日本のお笑いコンビ。よしもと漫才劇場など大阪を中心に活動中。2023年4月から東京へ活動拠点を移す。

## メンバー
山本 プロ野球（やまもと プロやきゅう、本名：山本 竜平〈やまもと りゅうへい〉1989年11月26日（35歳） - ）ボケ（たまにツッコミ）担当、立ち位置は向かって右。
- 身長175cm、体重73kg。血液型B型。NSC大阪校31期出身。
- 兵庫県神戸市出身、関西学院中学部・関西学院高等部卒業。
- 漫才時は黒のスーツにヒョウ柄のシャツを着用している。
- ピン芸人「ポイズン反町」として活動していた時期がある。コンビ結成後もR-1ぐらんぷりへ出場の際はポイズン反町名義だった。
- 「ジュースごくごく倶楽部」というバンドを組んでおり、ポイズン反町としてドラムを担当している[注 1]。
- 阪神タイガース、ももいろクローバーZのファン。
- 趣味は草野球、野球観戦。
- 父は整形外科医で、兄が2人いる。
- かつてロングコートダディ兎と同居しており、上京後はロングコートダディ堂前と同居していた。
- 現在はダンビラムーチョ大原、からし蓮根伊織と同居している。

中川 ひちゃゆき（本名：中川 久之〈なかがわ ひさゆき〉1986年5月3日（39歳） - ）ツッコミ（たまにボケ）担当、立ち位置は向かって左。
- 身長183cm、体重78kg。血液型B型。NSC大阪校32期出身。
- 高知県安芸市出身。
- 2024年より金髪に白スーツを着用している。
- 趣味は水族館に行く事、スポーツ（野球、バスケットボール）。
- 実家はたばこ農家を営み、兄と姉が一人ずついる。
- Mr.Childrenのファン。
- 元々かなりの酒豪であったが、2018年より禁酒をしている。
- 上京後はセクシー系インフルエンサーの彼女に養ってもらっていたが、2025年破局。

## 来歴
2016年8月、ユニットとしてM-1グランプリに出場。2016年10月、正式にコンビを結成する。
コンビ名の由来は、2人とも野球好きのため、野球が強そうなチーム名になんの縁もゆかりもない地名を足してシカゴ実業がもっとも響きがよかったから。
2023年4月に東京吉本へ移籍。同年6月、レギュラー昇格ネタバトル「ムゲンダイユースカップ」決勝戦にて優勝し、ヨシモト∞ホールのレギュラーメンバーとなる。
2025年3月ヨシモト∞ホール閉館に伴い、同年4月より渋谷よしもと漫才劇場の極メンバーとして活動中。

## 出囃子
LINDBERG/「every little thing every precious thing」

## 賞レース戦歴

### キングオブコント
| 年度             | 結果         | 会場                                         | 日程          |
| ---------------- | ------------ | -------------------------------------------- | ------------- |
| 2018年（第11回） | 準々決勝進出 | [大阪] YES THEATER                           | 8月16日       |
| 2021年（第14回） | 準々決勝進出 | [大阪] YES THEATER                           | 8月17日       |
| 2022年（第15回） | 1回戦敗退    | [大阪] 朝日生命ホール                        | 7月2日        |
| 2023年（第16回） | 準決勝進出   | [東京] めぐろパーシモンホール・大ホール      | 9月20日・21日 |
| 2024年（第17回） | 準々決勝進出 | [東京] 文化総合センター大和田 4Fさくらホール | 8月14日       |

### M-1グランプリ
| 年度             | 結果         | エントリー No. | 会場                      | 日程     |
| ---------------- | ------------ | -------------- | ------------------------- | -------- |
| 2016年（第12回） | 2回戦進出    | 2586           | [大阪] 大丸心斎橋劇場     | 10月6日  |
| 2017年（第13回） | 3回戦進出    | 2302           | [大阪] よしもと漫才劇場   | 10月24日 |
| 2018年（第14回） | 3回戦進出    | 2188           | [大阪] よしもと漫才劇場   | 10月23日 |
| 2019年（第15回） | 準々決勝進出 | 2574           | [大阪] なんばグランド花月 | 11月18日 |
| 2020年（第16回） | 2回戦進出    | 775            | [大阪] よしもと漫才劇場   | 10月26日 |
| 2021年（第17回） | 3回戦進出    | 3787           | [大阪] よしもと漫才劇場   | 10月25日 |
| 2022年（第18回） | 3回戦進出    | 3397           | [大阪] よしもと漫才劇場   | 10月24日 |
| 2023年（第19回） | 準々決勝進出 | 1825           | [東京] ルミネtheよしもと  | 11月22日 |
| 2024年（第20回） | 準々決勝進出 | 2278           | [東京] ルミネtheよしもと  | 11月22日 |

## 単独ライブ
2019年
- 2月3日 - 「しらぽに」(大阪・よしもと漫才劇場)
- 8月31日 - 「今日は単独、夏のシカゴ実業。打つんだ」(大阪・よしもと漫才劇場)

2020年
- 2月28日 - 「Vやねん! シカゴ実業〜漫才編〜」(大阪・道頓堀ZAZA HOUSE)
- 2月29日 - 「Vやねん! シカゴ実業〜コント編〜」(大阪・道頓堀ZAZA HOUSE)
- 12月4日 - 「every littleシカゴ every precious実業」（大阪・よしもと漫才劇場）

2021年（調査中）
2022年
- 10月1日 - 「～勝つか引き分けで優勝や！〜」(大阪・道頓堀ZAZA POCKETS)

2023年
- 10月1日 - 「石直球」（東京・ヨシモト∞ホール）

2024年
- 3月2日 - 「シカゴ実業の高速シンネター」（東京・ヨシモト∞ドーム）
- 5月18日 - 「ミスターヒチャユーキー」（東京・ヨシモト∞ホール）

## 主催ライブ
2023年
- 3月15日 - 「濁～第二部、完～」（山本プロ野球主催）（大阪・よしもと漫才劇場）
- 5月4日 - 「大自然君、シカゴ実業に友達紹介したってぇや」（東京・ヨシモト∞ドーム）
- 7月24日 - 「帰ってきた濁」（山本プロ野球主催）（東京・ヨシモト∞ホール）

2024年
- 2月24日、3月23日、4月18日 - 「濁」（山本プロ野球主催）（東京・ヨシモト∞ホール）

## 出演

### テレビ
- アキナ・和牛・アインシュタインのバツウケテイナー（サンテレビ）
- 運ロワイアル ～芸人100人容赦なき運バトル～（読売テレビ、2018年2月26日）[13]
- 漫才Lovers～ytv漫才新人賞選考会～ ROUND3（読売テレビ、2019年1月18日）[14]
- 千原ジュニアの座王（関西テレビ、2019年9月28日）
- わらたまドッカ～ン（NHKEテレ、2023年9月14日）
- ネタパレ（フジテレビ、2023年11月3日、2023年11月10日、2023年11月17日）

ラジオ
- オンスト（YES-fm、 不定期出演）
- 祇園のNEXT芸人コレクション!（ラジオ大阪、2018年7月10日）
- サンデーライブ ゴエでSHOW!（MBSラジオ、2019年8月11日）
- ますます!ハイヒール（MBSラジオ、2019年10月5日）

ネット
- ザ・プラン9浅越ゴエ&ヤナギブソンの大喜利ナイト（SHOWROOM、2018年7月5日・2018年8月23日）
- アキナのホビーナイト（SHOWROOM、2019年7月8日 ※山本のみ）
- よしもと漫才劇場 presents もっともっとマンゲキ（大阪チャンネル、ひかりTV　2018年8月8日、9月26日、11月7日、12月19日、4月3日）

映画
- サトウくん（2017年公開、吉本興業） - 巡査役、山本のみ